# Deuxième bataille de Chahar Dara
Guerre d'Afghanistan
La deuxième bataille de Chahar Dara se déroule pendant la guerre d'Afghanistan.

## Déroulement
En novembre 2009, pendant cinq jours, 700 soldats de l'armée nationale afghane et 50 soldats allemands de la Bundeswehr effectuent une opération contre les talibans et le Mouvement islamique d'Ouzbékistan dans la province de Kondôz.
Selon le général afghan Abdul Wakeel Ehsas, commandant militaire de la province de Kondôz, « Au moins 133 talibans, parmi lesquels huit combattants étrangers, ont été tués au cours de l'opération. Deux soldats afghans ont été tués et un blessé. » Il déclare également que 24 autres ont été faits prisonniers.

## Sources
1. 1 2 3 4  Le Figaro : Afghanistan: 133 talibans tués